# Halicyclops pilifer
Halicyclops pilifer – gatunek widłonoga z rodziny Halicyclopidae. Nazwa naukowa tych skorupiaków została opublikowana w 1949 roku przez szwedzkiego zoologa Knuta Lindberga.